# Rostislav Holthoer
Rostislav Holthoer, född den 29 juli 1937 i Helsingfors, död den 28 april 1997 i Helsingfors, var en finländsk egyptolog. 
Han har kallats den finländska egyptologins fader, fil.dr. 1977 i Uppsala på en avhandling om ett klassificeringssystem för Nya rikets keramik i det gamla Egypten: New Kingdom Pharaonic Sites: The Pottery. Holthoer deltog 1961–1965 i arkeologiska expeditioner till Nubien och besökte fr.o.m. 1969 Egypten nästan årligen; introducerade 1968 egyptologin som läroämne vid Helsingfors universitet, där han blev docent 1979.
Holthoer blev 1977 docent i egyptologi vid Uppsala universitet och var 1980–1996 professor i detta ämne. Han grundade 1969 Egyptologiska sällskapet i Finland och var dess ordförande till sin död. Holthoer var stiftande medlem och första president från 1994 för Ryskt forum, vars målsättning är att värna den ryska kulturen och språket i Finland. Bland hans populärt hållna arbeten märks Uskollinen venäläinen (1991) och Muinaisen Egyptin kulttuuri (1994).
Bland Holthoers arbeten kan även nämnas avsnittet om Egypten i "Flodrikena" i Bonniers världshistoria, 2 (1982).